# Cantó de Redon
El cantó de Redon (bretó Kanton Redon) és una divisió administrativa francesa situat al departament d'Ille i Vilaine a la regió de Bretanya.

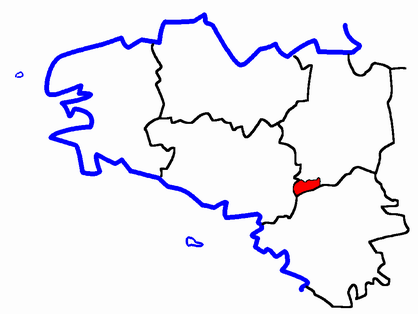
Situació del cantó

## Composició
El cantó aplega 6 comunes :
| Nom francès          | Nom bretó      | Població | km²    | Codi Postal | Codi INSEE |
| Bains-sur-Oust       | Baen-Ballon    | 3.021    | 44,63  | 35600       | 35013      |
| La Chapelle-de-Brain | Chapel-Braen   | 838      | 17,65  | 35660       | 35064      |
| Langon               | Landegon       | 1.281    | 36,54  | 35660       | 35145      |
| Redon                | Redon          | 9.499    | 15,09  | 35600       | 35236      |
| Renac                | Ranneg         | 859      | 25,89  | 35660       | 35237      |
| Sainte-Marie         | Lokmaria-Redon | 1.759    | 25,28  | 35600       | 35294      |
| Cantó                | Redon          | 17.257   | 165,08 | -           | 3528       |

## Evolució demogràfica
| 1962   | 1968   | 1975   | 1982   | 1990   | 1999   |
| ------ | ------ | ------ | ------ | ------ | ------ |
| 15.459 | 15.964 | 16.182 | 16.186 | 16.688 | 17.257 |

## Història
| Data d'elecció                           | Identitat              | Partit        | Qualitat |
| ---------------------------------------- | ---------------------- | ------------- | -------- |
| 1958-1970                                | Isidore Renouard       | RI            |          |
| 1970-1994                                | Jean-Baptiste Lelièvre | UDF           |          |
| 1994-1995                                | Alain Madelin          | UDF-DL        |          |
| 1995-2007                                | Jean-Michel Bollé      | Divers droite |          |
| 2007-2009                                | Dominique Julaud       | Divers droite |          |
| 2009-                                    | Jean-François Guérin   | PS            |          |
| les dades anteriors no són pas conegudes |                        |               |          |
|                                          |                        |               |          |